# Semicytherura minaminipponica
Semicytherura minaminipponica is een mosselkreeftjessoort uit de familie van de Cytheruridae. De wetenschappelijke naam van de soort is voor het eerst geldig gepubliceerd in 1981 door Ishizaki.